# Nezamysl
Nezamysl est le premier des sept princes mythique de Bohême qui règnent entre le fondateur également mythique de la   dynastie des Přemyslides Přemysl le laboureur et le premier prince historique Bořivoj.

## Contexte
Les noms des princes apparaissent pour la première fois dans la  chronique de Cosmas et sont ensuite repris dans de nombreux ouvrages historiques jusqu’au XIXe siècle dont ceux de  František Palacký L'Histoire de la nation tchèque en Bohême et en Moravie (1836).
Une théorie avance que plusieurs des princes figurent sur les fresques des murs de la rotonde de la Vierge Marie et de Sainte Catherine à Znojmo, en Moravie qui ont été réalisées à la fin du XIe siècle ou au début du XIIe siècle. Anežka Merhautová souligne que les fresques représentent  tous les membres de la dynastie des  Přemyslides  dont les souverains secondaires de Moravie plutôt que la généalogie des Přemyslides.

## Origine du nom
On pense que le nom dérive du sens opposé à Přemysl - "sans pensée", C.f. Roman Simplicius. Záviš Kalandra estime que le nom des sept princes sont les formes cryptées des noms des jours de la semaine en ancien Salvon - Nezamysl étant le premier  - Dimanche jour où l'on ne doit pas penser comprendre travailler. Une autre théorie avance que les noms sont une interprétation erronée d'un texte partiel mais cohérent en vieux Slavon.

## Les sept princes mythiques successeurs de  Přemysl
| Princes mythiques de Bohême | Princes mythiques de Bohême |
| --------------------------- | --------------------------- |
| Nezamysl                    |                             |
| Mnata                       |                             |
| Vojen                       |                             |
| Vnislav                     |                             |
| Křesomysl                   |                             |
| Neklan                      |                             |
| Hostivít                    |                             |

## Dans la culture populaire
Dans le jeu Crusader Kings II, Nezamysl est un personnage du jeu comme «  roi de Bohême » en dépit du caractère douteux de son existence.